# St Giles-in-the-Fields

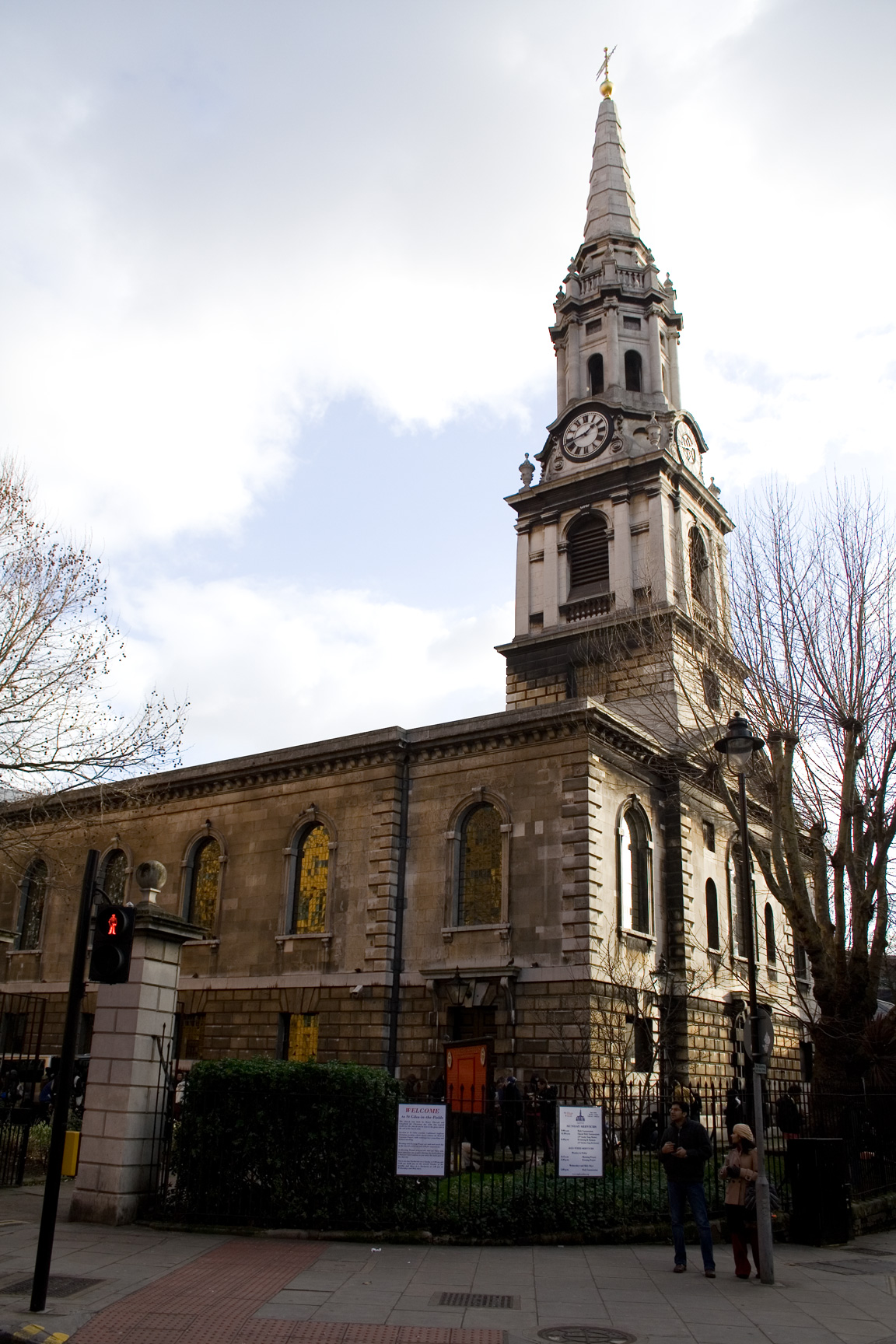
St Giles-in-the-Fields

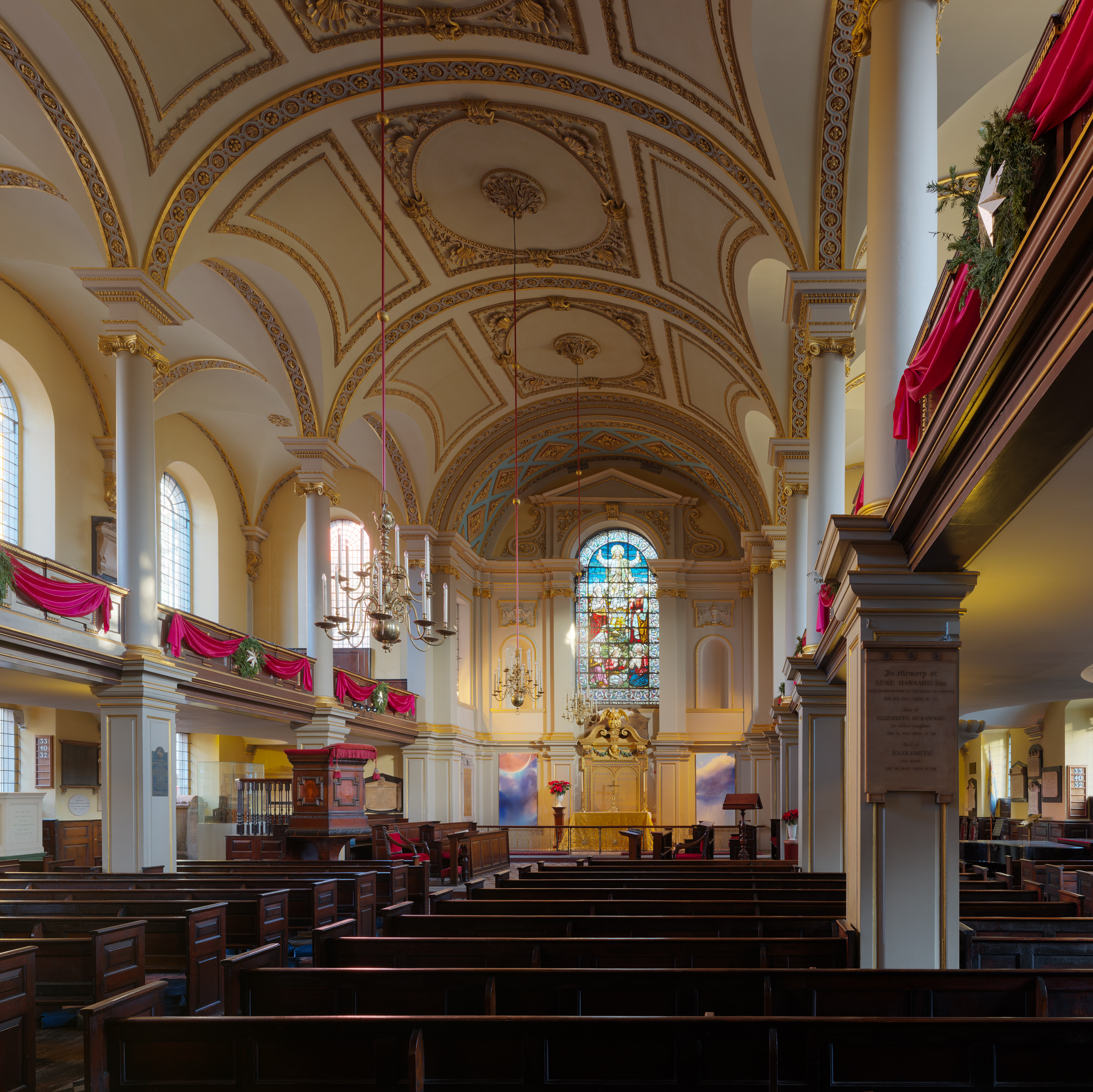
St Giles-in-the-Fields, Innenraum

St Giles-in-the-Fields ist eine anglikanische Kirche im Londoner Stadtteil Holborn. Die ursprünglich außerhalb der Stadt gelegene Kirche diente im Mittelalter als Kapelle eines 1101 von Mathilda, der Gemahlin König Heinrichs I.,  gegründeten Leprosen-Hospitals. Nach Auflösung der Klöster diente die Kapelle als lokale Pfarrkirche.
Die mittelalterliche Kirche wurde in den Jahren 1623 bis 1630 durch einen nachgotischen Kirchenbau ersetzt, das für ein Jahrhundert bestand. Das jetzige Kirchengebäude wurde 1731 bis 1733 durch den Architekten Henry Flitcroft im Rahmen des 1711 vom britischen Parlament verabschiedeten Kirchenbauprogramms für Fünfzig Neue Kirchen erbaut. Das im Stil des englischen Palladianismus Elemente ausgeführte Bauwerk ist als klarer Baukörper mit eingestelltem Westturm errichtet, der in ein säulenbesetztes Oktogongeschoss mit steinernem Steilhelm übergeht. Bei aller Ähnlichkeit mit ihrem architektonischen Vorbild St Martin-in-the-Fields verzichtet die Kirche auf den klassischen sechssäuligen Portikus, der inzwischen zum Standard im englischen Kirchenbau geworden war. Im Innern ist die Kirche wie ihr Vorbild eine von schlanken ionischen Säulen getragene Emporenhalle mit tonnengewölbtem Mittelschiff.
1875 und 1896 führten die Architekten Arthur Blomfield und William Butterfield eine Restaurierung am Bauwerk durch.
Auf dem Friedhof der Kirche wurden der irisch-katholische Erzbischof Oliver Plunkett (1683 transferiert nach Lamspringe), der Dramatiker James Shirley sowie der Bildhauer John Flaxman bestattet.